# Ljubomir Lovrić
Ljubomir Lovrić, cyr. Љубомиp Лoвpић (ur. 28 maja 1920 w Nowym Sadzie, zm. 26 sierpnia 1994 w Belgradzie) – jugosłowiański piłkarz i trener grający podczas kariery zawodniczej na pozycji bramkarza, reprezentant Jugosławii. Uczestnik Mistrzostw Świata 1962 jako trener kadry Jugosławii obok Prvoslava Mihajlovicia.
Występował w klubach: Jugoslavija Belgrad i Crvena zvezda.
W reprezentacji zadebiutował 18 maja 1939 w meczu z Anglią, który został rozegrany w Belgradzie (2:1).